# Nationella försvarsregeringen

General Louis Jules Trochu, president i Nationella försvarsregeringen

Nationella försvarsregeringen eller Nationalförsvarsregeringen (fr. Le Gouvernement de la Défense Nationale) var den första regeringen i Tredje franska republiken som satt från den 4 september 1870 till den 13 februari 1871.
Det var en republikansk parlamentarisk demokrati som skapades den 4 september 1870 efter det att kejsar Napoleon III abdikerat efter det att han blivit tagen som fånge av Tyskarna under det Fransk-tyska kriget efter Slaget vid Sedan. Då detta blev känt i Paris samlades de ledande männen i den Franska nationalförsamlingen i Hôtel de ville i Paris för att skapa en ny regering för Frankrike. På mötet blev Léon Gambetta ombedd att bilda den nationella försvarsregeringen, och denna tog omedelbar kontroll över all offentlig verksamhet i Frankrike, samt även det pågående kriget mot Preussen.
Kort därefter blev den Tredje franska republiken proklamerad, det hela blev dock avbrutet av att Paris gjorde uppror och bildade Pariskommunen. Detta var en direkt protest mot den Nationella försvarsregeringen. Kommunen varade endast i 72 dagar. Formellt skapades den tredje republiken den 30 januari 1875, då Nationalförsamlingen fattade detaljerade lagar om hur den Franska republikens president skulle väljas.

## Centrala medlemmar
Revolutionära, vänsterorienterade, politiker i Paris hoppades att den nya regeringen skulle innebära en politisk kursändring. Men regeringen bestod nästan uteslutande av konservativa män från Paris som redan ingick i den befintliga Nationalförsamlingen, varför den politiska förnyelsen blev ringa.
- Louis Jules Trochu, president och regeringschef
- Jules Favre, vicepresident och utrikesminister
- Léon Gambetta, inrikes- och krigsminister
- Ernest Picard, finansminister
- Maurice Fourichon, amiral och marinminister
- Jules Ferry, prefekt för Seineregionen
- Jules Simon, utbildningsminister
- Gaston Crémieux, justitieminister
- Étienne Arago, borgmästare i Paris
- Gustave Dorian, rustnings- och arbetsminister
- Henri Rochefort, minister utan portfölj